# 卡普洛內山

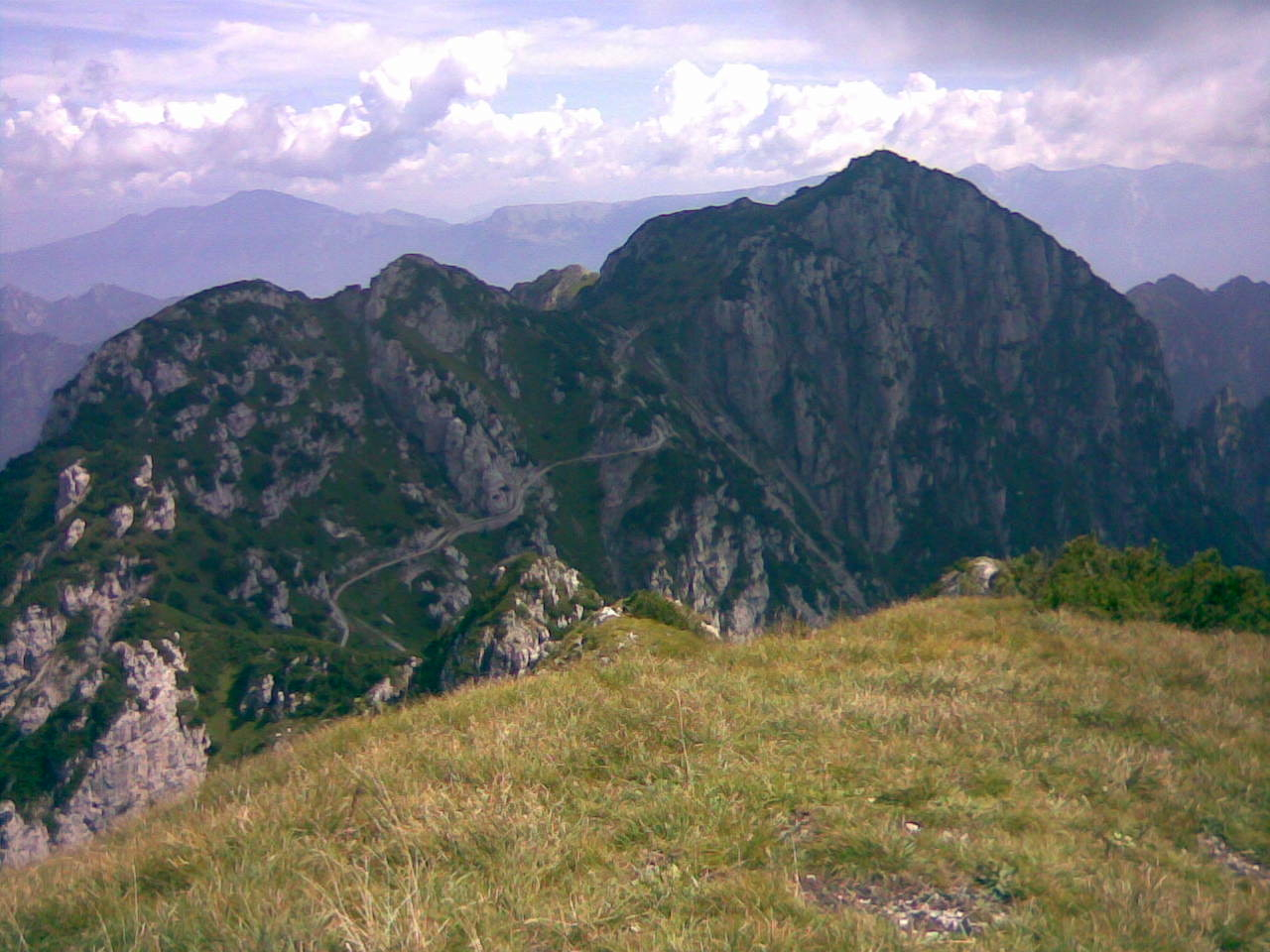

卡普洛內山（義大利語：Monte Caplone），是意大利的山峰，位於該國北部，由倫巴第大區負責管轄，屬於加達山脈的一部分，海拔高度1,976米，每年平均降雨量1,592毫米。